# Geldernsche Rose

Drei weiße Geldernsche Rosen im Wappen der Stadt Geldern

Die Geldernsche Rose, auch Geldrische Rose oder Mispelblüte ist ein heraldisches Wappensymbol und gemeine Figur.

## Herkunft
Die Geldernsche Rose stellt, obwohl als Variation der heraldischen Rose bezeichnet, eine Mispelblüte dar. Sie entstammt einer Variante der Drachentötersage um das Jahr 878, in der die Herren Wichard und Lupold von Pont gegen einen feuerspeienden, unter einem Mispelbaum hausenden Drachen kämpften und ihn töteten. Das Röcheln des sterbenden Drachen, als „Gelre!“ überliefert, führte zur Namensgebung der bald an der Stelle gegründeten Stadt Geldern (siehe dort) und der Aufnahme der Mispelblüte als heraldische Rose dreifach in das älteste Stadtwappen, zu dem schon im Mittelalter der Geldrische Löwe hinzukam. Sie gehört ebenso nachweislich als Geldernsche Rose zu den Insignien der Grafen und späteren Herzöge von Geldern. Im Wappen von Erkelenz ist sie mit fünf spitzauslaufenden roten Blütenblättern versehen, fünf grünen spitzen Kelchblättern sowie grünbetupftem fünfstrahligem goldenem Blütenkelch, in anderen Abbildungen anstelle des Grün durch die Farbe Schwarz als Tingierung ersetzt, die Kelchblätter zuweilen auch abgerundet.

## Beschreibung
Wie die anderen Variationen der heraldischen Rose wird auch die Geldernsche Rose mit einem Kelchblatt nach unten und einem Blütenblatt nach oben abgebildet. Ursprünglich völlig weiß (silbern), hat die Geldernsche Rose fünf in kleine Spitzen auslaufenden Blütenblätter, fünf spitze Kelchblätter sowie eine runde Blütenmitte, auch Butzen, Knopf oder Plötzlein genannt, die gemäß der Blütensymmetrie in einen fünfzackigen Stern ausläuft, im Wappen der Stadt Kevelaer zu einem Pentagramm stilisiert. Manchmal erscheint der Butzen wie bei den anderen heraldischen Rosen auch rund, die fünf Strahlen lediglich durch Trennlinien zwischen den Blütenblättern dargestellt. Wie die ähnlich aussehende Lippische Rose ist die Geldernsche Rose ein Sonderfall der Darstellung der heraldischen Rose, mit einem eigenen Namen versehen und bei der Darstellung im Wappenschild klar definiert.

## Verwendung

Drei weiße Geldernsche Rosen im Wappen der Stadt Viersen
Gocher Wappen mit Geldernscher Rose und Löwen
Kevelaerer Wappen mit Geldernscher Rose
Erkelenz
Issum
Kerken

Die Geldernsche Rose findet sich u. a. als silberne Rose dreimal im Wappen der Stadt Geldern neben dem goldenen Geldrischen Löwen (ursprünglich nur drei silberne Rosen (Mispeln)) wie im Wappen von Viersen (dort um 36° gedreht), in den Wappen von Kerken, in dessen Ursprungsgemeinden Aldekerk (weiß) und Nieukerk (rot), von Klein-Kevelaer, in Rot im Wappen der Stadt Erkelenz und in Gold im Kevelaerer Wappen.